# 細野三千雄

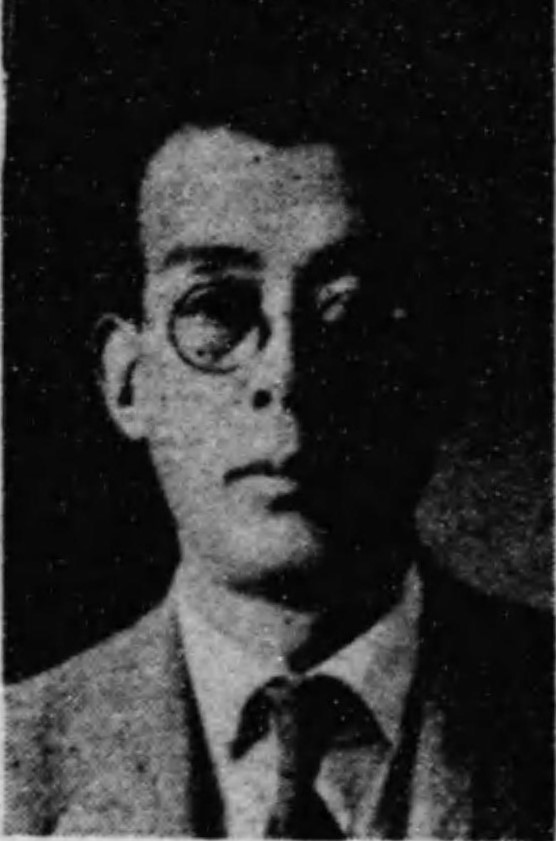
細野三千雄

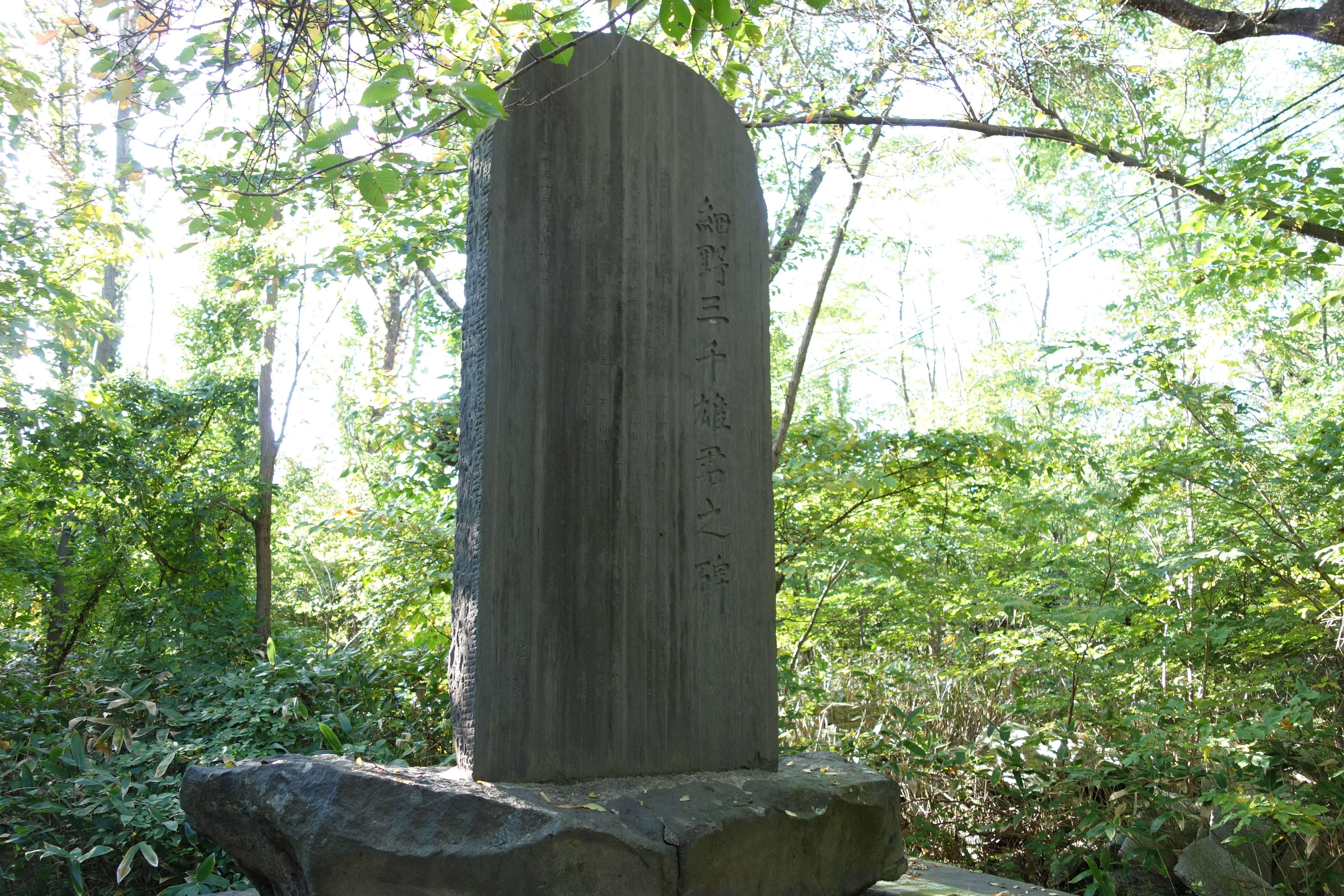
細野三千雄君の碑
高清水公園内、秋田県護国神社の裏

細野 三千雄（ほその みちお、1897年〈明治30年〉3月22日 - 1955年〈昭和30年〉6月25日）は、日本の政治家。日本社会党衆議院議員（5期）。立教大学教授。弁護士。

## 経歴
愛知県海部郡八開村（現:愛西市）出身。父、辰三郎も弁護士。東京帝国大学に入り、三輪寿壮らと新人会に参加する。帝大卒業（1920年）後の1922年に立教大学教授となる。その後弁護士となり、労働運動や農民運動に携わる。高野岩三郎主宰の大原社会問題研究所嘱託。星島二郎の中央法律研究所所員。阿仁前田小作争議では、終始小作農民側の弁護士を務めた。農民労働党、日本労農党、社会大衆党などの役員を務めたこの他法政大学講師も務めた。1929年（昭和4年）の東京市会議員総選挙に四谷区から日本大衆党公認で立候補したが落選した。同年、横手町（現:横手市）で弁護士を開業する。
戦後の1946年の第22回衆議院議員総選挙で秋田県から日本社会党公認で立候補して初当選し、以来5期務める。芦田内閣では文部政務次官を務めた。文部政務次官時代の1948年5月、竹中工務店、清水組その他をめぐる政党献金問題で衆議院不当財産取引調査特別委員会に西尾末広、地崎宇三郎とともに証人喚問された。社会党内では中央執行委員、代議士会長などを歴任した。社会党分裂後は右派に所属、1955年在職中に死去した。
昭和32年9月に秋田市高清水公園に細野の碑が建てられた。碑文は河上丈太郎によるものである。